# Nati nel 1055
| Questa pagina contiene informazioni ricavate automaticamente dalle voci biografiche con l'ausilio del template Bio e di un bot. L'aggiornamento è periodico e automatico e ricostruisce completamente la pagina. Se manca una persona in questa lista, sei pregato di non aggiungerla, ma accertati piuttosto che la sua voce biografica contenga il template Bio e che i dati anagrafici siano correttamente compilati. Se il template Bio manca, inseriscilo tu stesso o, in alternativa, metti l'avviso {{tmp\|Bio}} che ne segnala la mancanza. Se i dati riportati sono sbagliati, correggi direttamente la voce biografica; le modifiche saranno visibili in questa lista entro pochi giorni. Per chiarimenti vedi il progetto biografie. La lista contiene solo le 12 persone che sono citate nell'enciclopedia e per le quali è stato implementato correttamente il template Bio. Pagina aggiornata al 10 apr 2025. |

- 16 agosto - Malik Shah I, sovrano († 1092)
- Algero di Liegi, monaco cristiano francese († 1132)
- Pietro Barliario, medico e alchimista italiano († 1148)
- Eric I di Danimarca, re danese († 1103)
- Erik VII di Svezia, re norrena († 1067)
- Gabriele di Melitene, politico armeno († 1103)
- Gyōson, monaco buddista e poeta giapponese († 1135)
- Ma gCig, monaca buddhista e insegnante tibetana († 1149)
- Silvestro di Kiev, religioso e scrittore († 1123)
- Asser Thorkilsson, arcivescovo cattolico danese († 1137)
- Ulrico di Eppenstein, patriarca cattolico tedesco († 1121)
- Minamoto no Toshiyori, poeta giapponese († 1129)